# Championnat de Hong Kong de football 1951-1952
Navigation
Saison précédente Saison suivante
La saison 1951-1952 du Championnat de Hong Kong de football est la septième édition de la première division à Hong Kong, la Premier Division. Elle regroupe, sous forme d'une poule unique, les treize meilleures équipes du pays qui se rencontrent deux fois, à domicile et à l'extérieur. Il n'y a ni promotion, ni relégation en fin de saison.
C'est le club de South China AA, tenant du titre, qui remporte à nouveau le championnat cette saison après avoir terminé en tête du classement final, avec trois points d'avance sur Army XI et cinq sur le club promu de Sing Tao SC. C'est le troisième titre de champion de Hong Kong de l'histoire du club.

## Clubs participants
- Kitchee SC
- Kowloon Motor Bus FC
- Chinese AA
- South China AA
- Eastern AA
- Saint Joseph's FC
- Sing Tao SC - Promu de D2
- Hong Kong FC
- Kwong Wah AA
- Army XI
- Royal Air Force FC
- Hong Kong Police FC
- Royal Navy FC

## Compétition
Le barème de points servant à établir les classements se décompose ainsi :
- Victoire : 2 points
- Match nul : 1 point
- Défaite : 0 point

### Classement
| Rang | Équipe               | Pts | J  | G  | N | P  | Bp | Bc | Diff |
| ---- | -------------------- | --- | -- | -- | - | -- | -- | -- | ---- |
| 1    | South China AAT      | 39  | 24 | 18 | 3 | 3  | 73 | 26 | +47  |
| 2    | Army XI              | 36  | 24 | 17 | 2 | 5  | 73 | 25 | +48  |
| 3    | Sing Tao SC          | 34  | 24 | 16 | 2 | 6  | 71 | 30 | +41  |
| 4    | Kitchee SC           | 33  | 24 | 14 | 5 | 5  | 44 | 24 | +20  |
| 5    | Kowloon Motor Bus FC | 29  | 24 | 13 | 3 | 8  | 59 | 34 | +25  |
| 6    | Eastern AA           | 29  | 24 | 13 | 3 | 8  | 41 | 38 | +3   |
| 7    | Kwong Wah AA         | 25  | 24 | 11 | 3 | 10 | 51 | 47 | +4   |
| 8    | Royal Air Force FC   | 25  | 24 | 12 | 1 | 11 | 40 | 43 | -3   |
| 9    | Hong Kong Police FC  | 16  | 24 | 7  | 2 | 15 | 31 | 63 | -32  |
| 10   | Chinese AA           | 14  | 24 | 3  | 8 | 13 | 24 | 49 | -25  |
| 11   | Hong Kong FC         | 14  | 24 | 6  | 2 | 16 | 25 | 60 | -35  |
| 12   | St Joseph's FC       | 12  | 24 | 4  | 4 | 16 | 33 | 61 | -28  |
| 13   | Royal Navy FC        | 6   | 24 | 2  | 2 | 20 | 34 | 99 | -65  |

|  | Champion de Hong Kong 1952 |
|  | T : Tenant du titre        |

## Bilan de la saison
| Championnat de Hong Kong de football 1951-1952                        |                           |
| Champion                                                              | South China AA (3e titre) |
| Coupes et trophées                                                    |                           |
| Vainqueur de la Coupe de Hong Kong 1951-1952                          | Non disputée              |
| Promotions et relégations                                             |                           |
| Promus en Championnat de Hong Kong de football                        | Aucun                     |
| Relégués en Championnat de Hong Kong de football de deuxième division | Aucun                     |